# الدوري السويدي الممتاز 2015
الدوري السويدي الممتاز 2015 (بالسويدية: Fotbollsallsvenskan 2015)‏ هو موسم من الدوري السويدي الممتاز. أقيم خلال الفترة 4 أبريل 2015 وحتى 31 أكتوبر 2015، وفاز فيه نادي نوركوبنغ.